# Antoniuskirche (Gliwice)

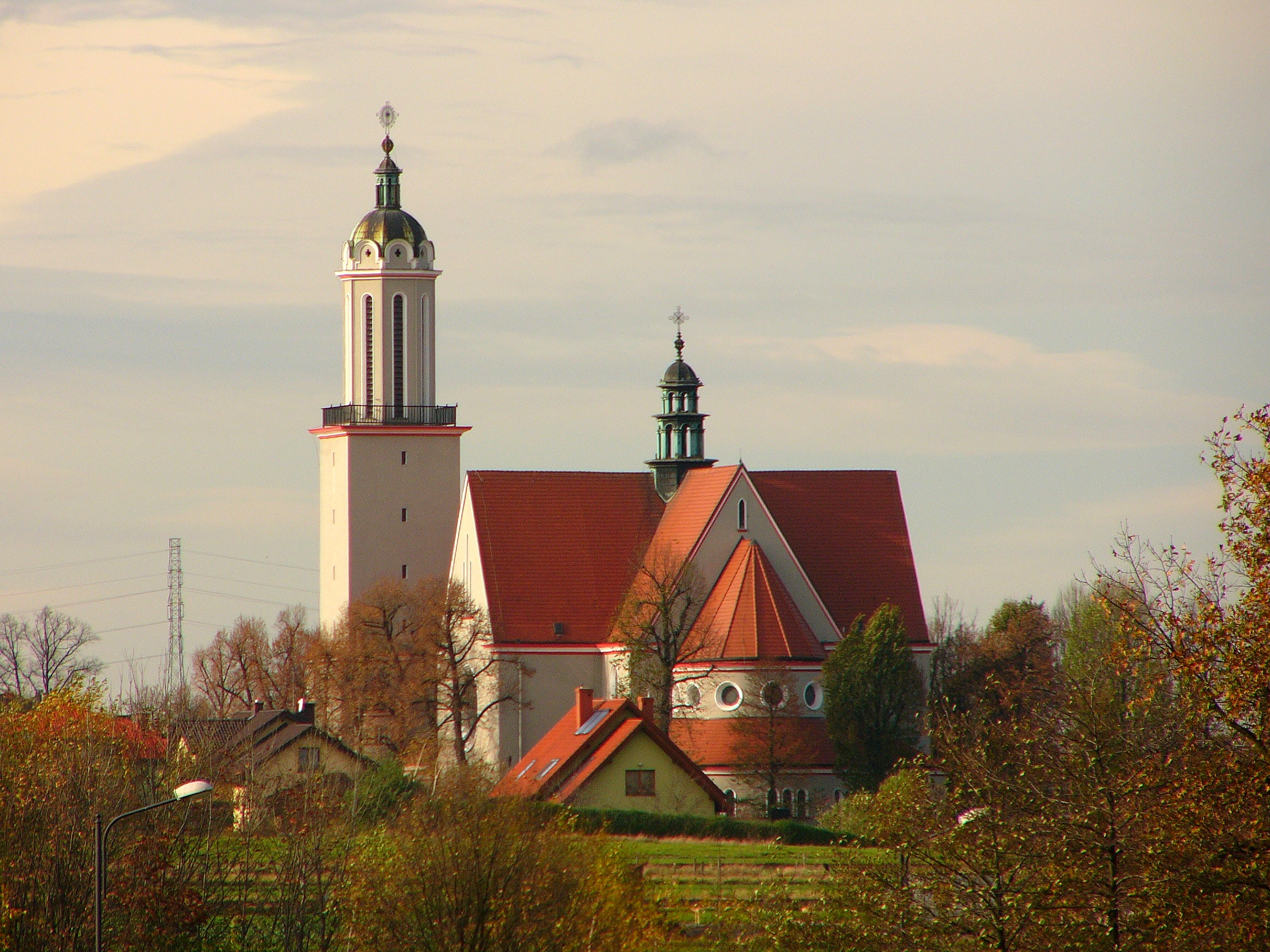
Antoniuskirche

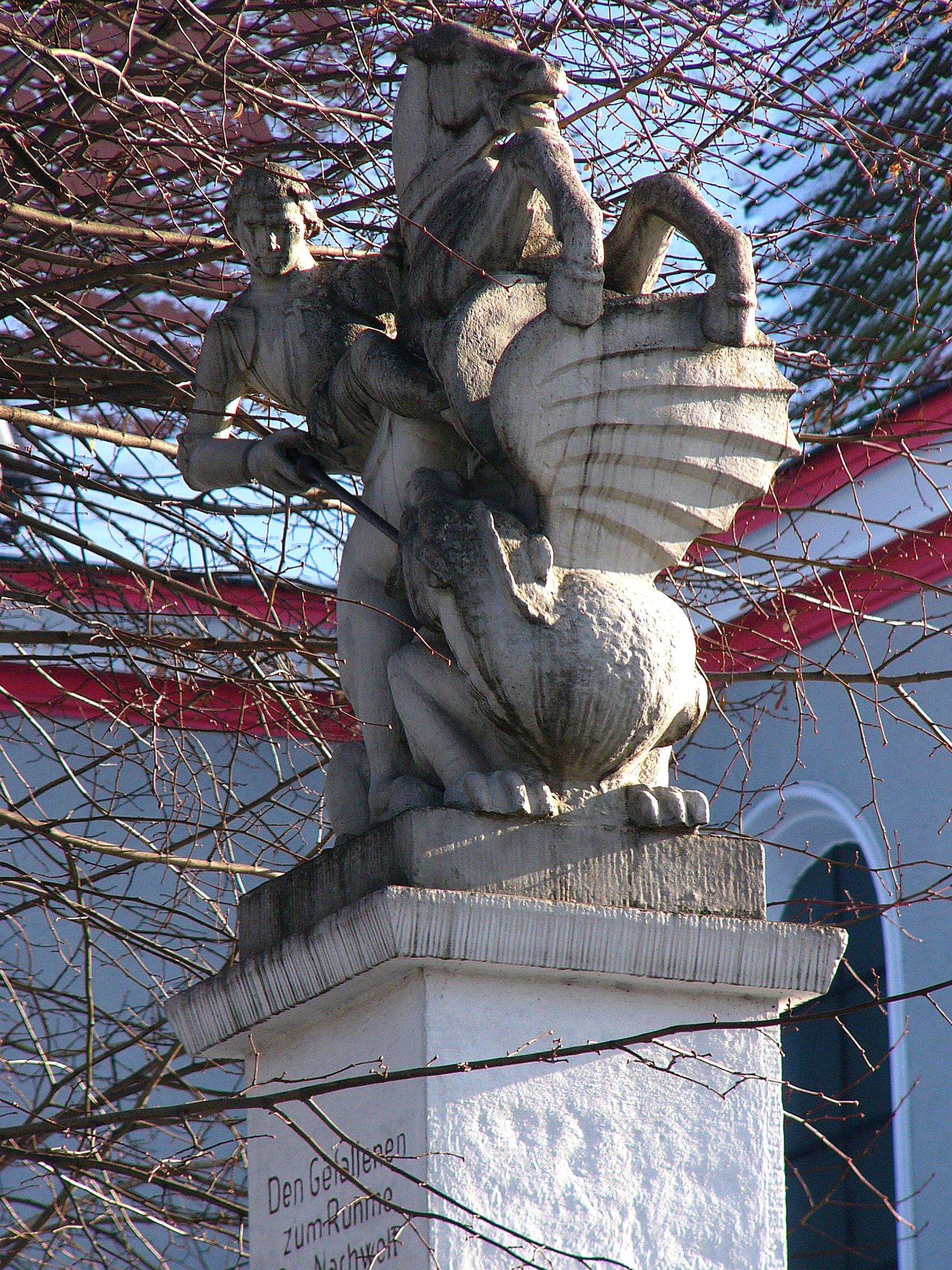
Gefallenendenkmal

Die Antoniuskirche (polnisch Kościół św. Antoniego) ist eine römisch-katholische Kirche an der ul. Glowackiego im Stadtteil Wójtowa Wieś (Richtersdorf) in Gliwice (Gleiwitz).

## Geschichte
Die Kirche wurde im Stil der Moderne erbaut mit Anlehnungen an die Neoromanik und Neogotik. Der Kirchturm hat eine Höhe von 67 Metern und besitzt eine Aussichtsplattform. Baubeginn war am 30. Juni 1925, 1927 wurde die Kirche fertiggestellt. Für die Bauleitung waren Hans Sattler und Stadtbaurat Karl Schabik zuständig.
Ein Teil der Ausstattung der Kirche wurden in der Werkstatt der Firma Türcke in Zittau hergestellt. Die farbigen Kirchenfenster wurden von 1943 bis 1944 durch August Wagner aus Berlin geschaffen. Sie zeigen die Heiligen Barbara, Katharina, Hubert, Nikolaus, Georg, Wendelin, Notburga, Leonhard und Wolfgang. In der Nachkriegszeit schuf der Künstler Leon Wiktor Strządała mehrere Heiligenfiguren.

## Gefallenendenkmal
An der Kirche befindet sich ein Denkmal aus Muschelkalkstein für die gefallenen Soldaten des Ersten Weltkriegs aus Richtersdorf mit einer Skulptur des Heiligen Georg. Das Denkmal wurde vom Gleiwitzer Bildhauer Hanns Breitenbach geschaffen. An der Säule des Denkmals befanden sich mehrere Inschriften, darunter die Namen der 160 Gefallenen. Die Einweihung fand am 21. Juni 1931 statt. Die Inschriften wurden alle nach 1945 ausgeschlagen. In neuer Zeit wurde das Denkmal restauriert und ein Teil der Inschriften wiederhergestellt.